# Kommunalvalen i Finland 2012
Kommunalval i Finland (dock inte Åland) hölls den 28 oktober 2012 för mandatperioden 2013-2017. Antalet röstberättigade var 4 303 064 och av dem deltog 2 507 244 eller 58,3 % % i valet. Största parti blev samlingspartiet, medan centern vann flest fullmäktigeplatser.
Mandatperioden var ursprungligen 2013-2016 men genom den nya kommunallagen som trädde i kraft 1 maj 2015 flyttades valdagen för kommunalval från oktober till tredje söndagen i april, samtidigt som det bestämdes att kommunalval och riksdagsval ska hållas med två års mellanrum. Nästa kommunalval skedde då alltså 2017 och fullmäktige valda 2012 fick sin mandatperiod förlängt till slutet av maj 2017.
Kommunalvalen på Åland hade hållits 2011 och nästa gång 2015. 

## Valresultat
Nedanstående resultat ger en total sammanställning av valen i hela Finland. För resultatet i varje kommun för sig, se respektive kommunartikel.

| Parti eller valmansförening | Parti eller valmansförening                           | Röster             | Röster       | Röster | Röster | Mandatfördelning | Mandatfördelning |
| Parti eller valmansförening | Parti eller valmansförening                           | Antal              | Röstskillnad | %      | +− %   | Antal            | +−               |
| --------------------------- | ----------------------------------------------------- | ------------------ | ------------ | ------ | ------ | ---------------- | ---------------- |
|                             | Samlingspartiet                                       | 545 890            | −51 837      | 21,9   | -1,5   | 1 735            | -285             |
|                             | Finlands Socialdemokratiska Parti                     | 487 924            | −53 263      | 19,6   | -1,6   | 1 729            | -337             |
|                             | Centern i Finland                                     | 465 167            | −47 053      | 18,7   | -1,4   | 3 077            | -441             |
|                             | Sannfinländarna                                       | 307 798            | +170 301     | 12,3   | +6,9   | 1 195            | +752             |
|                             | Gröna förbundet                                       | 213 100            | −14 899      | 8,5    | -0,4   | 323              | -47              |
|                             | Vänsterförbundet                                      | 199 615            | −24 058      | 8,0    | -0,8   | 640              | -193             |
|                             | Svenska folkpartiet i Finland                         | 117 865            | −2 031       | 4,7    | 0,0    | 480              | -31              |
|                             | Kristdemokraterna i Finland                           | 93 257             | −13 382      | 3,7    | -0,5   | 300              | -51              |
|                             | Finlands kommunistiska parti                          | 11 174             | −2 812       | 0,4    | -0,1   | 9                | 0                |
|                             | Piratpartiet                                          | 5 986              | Ny           | 0,2    | Ny     | 0                | 0                |
|                             | Förändring 2011                                       | 1 258              | Ny           | 0,1    | Ny     | 1                | Ny               |
|                             | Självständighetspartiet                               | 1 303              | -179         | 0,1    | 0,0    | 0                | -2               |
|                             | Kommunistiska Arbetarpartiet - för fred och socialism | 704                | -359         | 0,0    | 0,0    | 0                | 0                |
|                             | För de fattigas väl                                   | 572                | -487         | 0,0    | 0,0    | 0                | -1               |
|                             | Finlands Arbetarparti FAP                             | 538                | -173         | 0,0    | 0,0    | 0                | 0                |
|                             | Frihetspartiet (FP) - Finlands framtid                | 15                 | Ny           | 0,0    | Ny     | 0                | 0                |
|                             | Övriga                                                | 41 358             | −20 120      | 1,7    | -0,7   | 185              | -101             |
| Antal giltiga röster        | Antal giltiga röster                                  | 2 493 524          | −55 711      | 100,0  |        | 9 674            | −738             |
| Ogiltiga röster             | Ogiltiga röster                                       | 13 720             |              |        |        |                  |                  |
| Totalt                      | Totalt                                                | 2 507 244 (58,3 %) |              |        |        |                  |                  |